# 18e brigade d'infanterie (Australie)
Pour les articles homonymes, voir 18e brigade.
La 18e brigade est une brigade d'infanterie de l'armée australienne.
La brigade a brièvement existé en tant que formation de réserve avant la Première Guerre mondiale, mais cela a été de courte durée. Pendant la Seconde Guerre mondiale, la brigade est levée le 13 octobre 1939 et est l'une des trois premières brigades d'infanterie de la Second Australian Imperial Force à être formée. Initialement commandé par le brigadier Leslie Morshead, elle sert au Royaume-Uni en 1940-1941, aidant à renforcer la garnison britannique en prévision d'une éventuelle invasion allemande après la chute de la France. Début 1941, la brigade est transférée au Moyen-Orient où elle participe plus tard aux combats contre les Italiens en Libye puis participe à la défense du port assiégé de Tobrouk avant de combattre les forces vichystes dans la campagne Syrie-Liban. La 18e brigade est retirée en Australie au début de 1942, et elle participe ensuite aux combats contre les Japonais dans le Pacifique en menant plusieurs campagnes en Nouvelle-Guinée entre la fin de 1942 et le début de 1944. Son implication finale dans la guerre intervient au milieu de 1945 lorsqu'elle participe à la reprise de Balikpapan. Après la fin des hostilités, la 18e brigade est dissoute le 3 janvier 1946.

## Commandants
Les officiers suivants ont servi comme commandant de la 18e brigade :
- le brigadier Leslie Morshead (1939-1941) ;
- le brigadier George Wootten (1941-1943) ;
- Brigadier Frederick Chilton (en) (1943-1945).